# Kim Yong-il
Kim Yong-il (2 de mayo de 1944) es un político norcoreano que ocupó el cargo de Premier de Corea del Norte. A pesar del parecido en los nombres, no debe ser confundido con Kim Jong-il, el entonces líder máximo de Corea del Norte.
Kim Yong-il nació el 2 de mayo de 1944. Él sirvió en el Ejército Popular de Corea (Fuerzas Armadas norcoreanas) entre 1961 y 1970; y después estudió y se graduó de oficial de navegación en la Universidad de Transportes Marítimos de Rajin (una institución técnica donde se entrena a técnicos, especialistas y funcionarios en la gerencia del transporte marítimo y que está ubicada en la ciudad norcoreana de Rasŏn). Durante 14 años Kim trabajó como instructor y Director Adjunto de una Oficina General del Ministerio de Transportes Terrestres y Marítimos.
En 1994 Kim Yong-il fue nombrado Ministro de Transportes Terrestres y Marítimos, cargo que ocupó hasta ser nombrado primer ministro. El 11 de abril del 2007 la Asamblea Suprema del Pueblo de Corea del Norte destituyó al anterior primer ministro Pak Pong-ju, y eligió como nuevo Jefe de Gobierno a Kim Yong-il. El 7 de junio del 2010, a propuesta del Buró Político del Comité Central del Partido del Trabajo de Corea, la Asamblea Suprema del Pueblo de Corea del Norte destituyó a Kim Yong-il de su cargo de Premier y nombró a su sustituto.